# 樽前山
42°41′26″N 141°22′36″E / 42.69056°N 141.37667°E

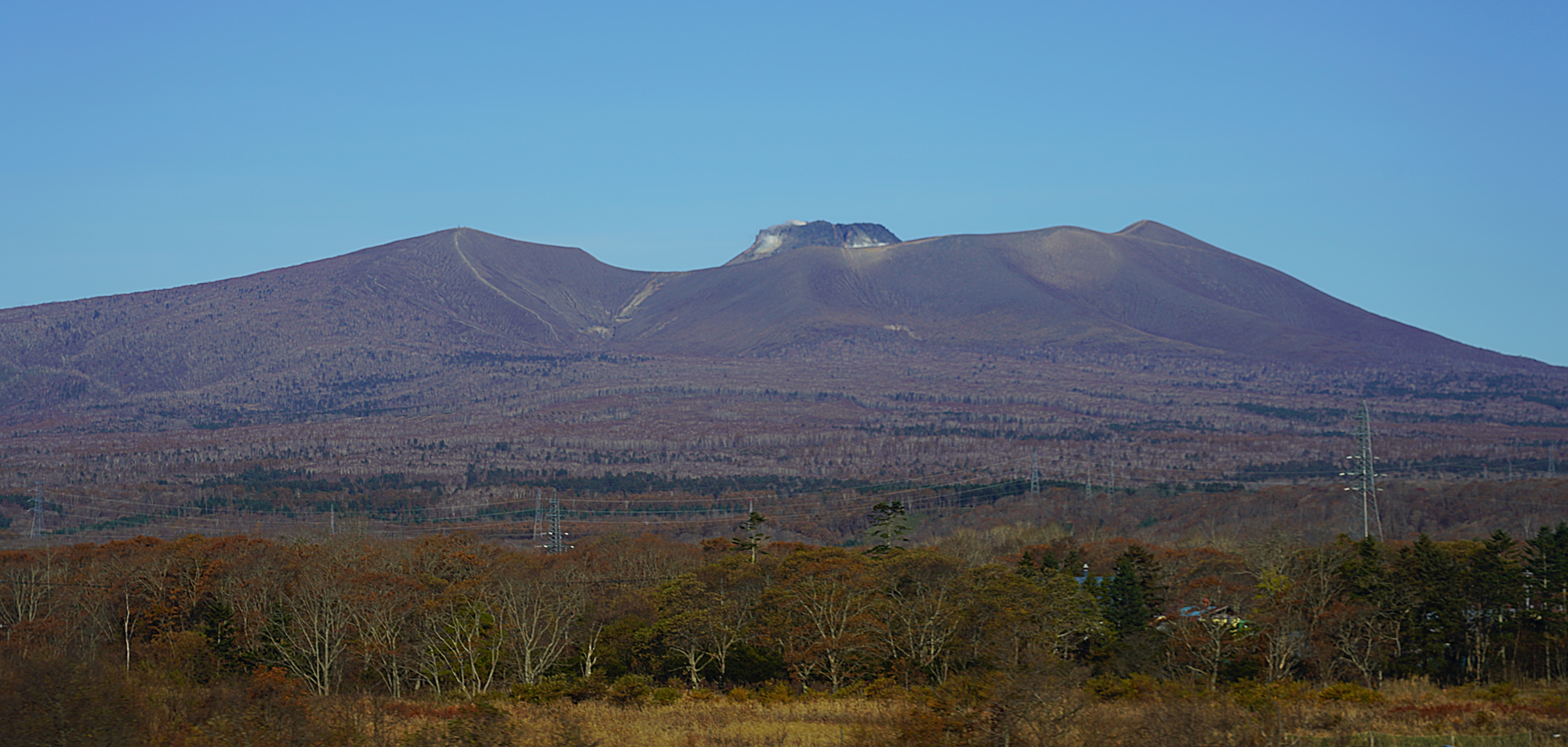
樽前山

樽前山是位於日本北海道南西部的活火山。海拔1041米。該火山位於支笏洞爺國立公園內，最近一次喷发是在1982年。1667年和1739年的兩次喷发形成了现在火山形状。

## 外部連結
- https://www.data.jma.go.jp/svd/vois/data/sapporo/109_Tarumae/109_index.html （页面存档备份，存于） - 気象庁